# Премия Аркадия Драгомощенко
Премия Аркадия Драгомощенко — международная литературная премия, вручаемая молодым (до 27 лет) поэтам, пишущим на русском языке.

## Порядок работы
Премия названа в честь известного русского поэта Аркадия Драгомощенко и учреждена через два года после его смерти — в 2014 году. Премия, согласно её учредителям, призвана отмечать авторов, стихи которых характеризуются «интенсивной рефлексией, заложенной внутри самого поэтического письма». Денежное вознаграждение лауреату премии составляет 70 тысяч рублей, финалистам — 15 тысяч рублей.
Выдвижение на премию осуществляется коллегией номинаторов, среди которых — поэты, прозаики, критики, гуманитарные исследователи и организаторы литературного процесса. Усилиями коллегии номинаторов составляется лонг-лист премии, после чего независимое жюри формирует шорт-лист и определяет лауреата премии. С 2019 года премия объявляет ежегодный open-call, по итогам которого команда кураторов представляет коллегии номинаторов лучшие из присланных текстов; номинаторы, помимо основных номинаций, могут выдвинуть на премию подборки из open-call’а. По традиции, лауреат премии становится членом жюри в следующем премиальном сезоне, а финалисты (авторы шорт-листа) входят в коллегию номинаторов.
К вручению премии ежегодно приурочены поэтические чтения с участием финалистов и членов жюри, а также почётного гостя — зарубежного поэта, вручающего в итоге награду победителю: так, премию 2015 года вручал лауреату Майкл Палмер (США), а премию 2017 года — Михаэль Донхаузер (Австрия).

## История премии
С 2014 по 2017 год учредителем премии являлся книжный магазин «Порядок слов», её мероприятия проходили на Новой сцене Александринского театра и в Европейском университете. В 2018 году премия не вручалась. Премия возобновила работу в 2019 году, после чего её регламент, а также состав жюри и номинаторов существенно изменились. С 2020 года учредителем, главным спонсором и площадкой для проведения премии является Центр Вознесенского (г. Москва). В 2022 году оргкомитет Премии Аркадия Драгомощенко заявил об остановке работы премии на неопределённый срок в связи с началом российского вторжения в Украину.
В разные годы в состав жюри премии входили такие поэты, исследователи и деятели культуры, как Дмитрий Кузьмин, Александр Скидан, Михаил Ямпольский, Анна Глазова, Станислав Львовский, Сергей Завьялов, Владимир Аристов, Евгения Суслова, Илья Кукулин и другие. Инициатором учреждения премии была Галина Рымбу.

## Профессиональная оценка
Премия Драгомощенко вызвала значительный резонанс в профессиональном сообществе. Александр Скидан, Дмитрий Кузьмин и Елена Костылева оценили её появление как важнейшее литературное событие 2014 года, Евгения Риц отмечала, что круг номинантов премии «более или менее очерчивает ориентиры нового поэтического поколения, пришедшего в литературу в 2010-х». Разнообразие поэтик, представленных в первых сезонах премии, Кузьмин приветствовал словами о том, что «одним из важнейших достоинств независимой русской литературы всегда была многоукладность, плодотворное взаимодействие различных художественных языков». В то же время поэт и переводчик Иван Соколов, один из номинаторов премии, по итогам её первых сезонов выступил с резкой критикой, заявив: «Ошибка в том, что одна премия полагает, будто она должна покрыть всё поле, — эта авторитарная, но бесформенная претензия и толкает её в итоге на самые невнятные шаги»; возражения Соколову со стороны Кузьмина также привлекли внимание прессы. Позднее Александр Архангельский, напротив, охарактеризовал премию Драгомощенко, наряду с Премией Андрея Белого, как одну из важнейших литературных наград, посвящённых одному литературному направлению.
Премия Драгомощенко «стимулирует развитие литературного процесса, провоцируя дискуссии о современных поэтических практиках и делает возможным диалог авторов различных поколений „в реальном времени“», — отмечает поэтесса Елена Глазова.
Публикациям финалистов премии дважды посвятил специальную рубрику «Новые литературные институции» журнал «Новое литературное обозрение». В 2020 году финалистам премии был посвящён материал сайта «Кольта», в котором их стихи представляли Линор Горалик, Владимир Аристов, Николай Кононов, Данила Давыдов и Евгения Лавут.

## Лауреаты премии
- 2014 — Никита Сафонов (Санкт-Петербург);
- 2015 — Александра Цибуля (Санкт-Петербург);
- 2016 — Екатерина Захаркив (Москва) и Эдуард Лукоянов (Москва);
- 2017 — Кузьма Коблов (Москва);
- 2019 — Даниил Задорожный (Львов);
- 2020 — Анна Родионова (Нижний Новгород);
- 2021 — Дорджи Джальджиреев (Элиста).